# Vino, Grosuplje
Vino je naselje v Občini Grosuplje.